# Nikita Sergeevič Michalkov
Nikita Sergeevič Michalkov (in russo Никита Сeргеевич Михалков?; Mosca, 21 ottobre 1945) è un attore, regista, sceneggiatore e produttore cinematografico russo.

## Biografia

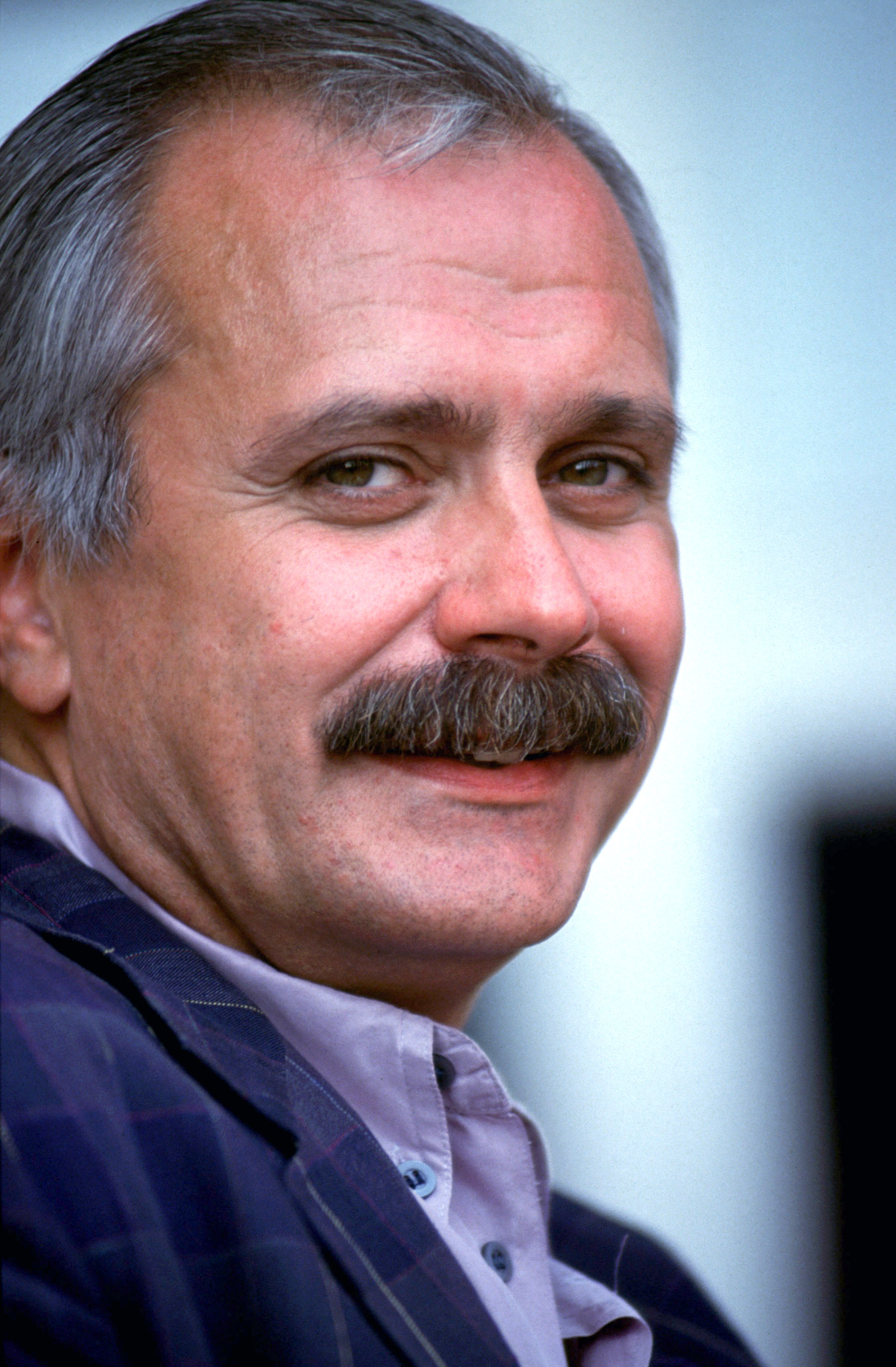
Nikita Michalkov alla Mostra del cinema di Venezia del 1987

### Origini
Nikita Michalkov nasce in una famiglia dalle forti tradizioni artistiche: suo padre Sergej Vladimirovič Michalkov era uno scrittore e poeta, celebre in Russia per aver scritto il testo dell'inno nazionale del suo Paese in tre diverse occasioni, mentre la madre, la poetessa Natal'ja Petrovna Končalovskaja, era la figlia del pittore Pëtr Petrovič Končalovskij e la nipote del pittore Vasilij Ivanovič Surikov; suo fratello maggiore è invece il regista Andrej Končalovskij.

### Gli esordi come attore
Michalkov inizia a studiare recitazione sin da bambino al Teatro d'arte di Mosca, passando nel 1963 alla Scuola di teatro Boris Schukin del Teatro Vachtangov. Nel 1964, ancora studente, compare come protagonista nel film di Georgij Danelija A zonzo per Mosca. La passione per la recitazione rimarrà comunque costante in lui ed anche quando si cimenterà come regista continuerà ad apparire in veste di attore in lavori propri e non.

### Il passaggio alla regia
Mentre continua la sua carriera da attore, Michalkov si iscrive al VGIK, prestigiosa scuola statale di cinematografia presente a Mosca, ove segue il corso di regia di Michail Il'ič Romm. Durante questo periodo dirige tre cortometraggi per altrettante prove d'esame, La bambina e le cose, Bella bocca e occhi miei verdi (dal racconto di Salinger) ed E io torno a casa, mentre nel 1970 è la volta di Una giornata tranquilla alla fine della guerra, che presenterà come saggio finale di diploma.
In seguito si dedicherà alla pubblicazione di racconti cinematografici in allegato a diversi numeri della rivista Fitil tra il 1970 ed il 1974, anno in cui presenterà il suo primo lungometraggio dal titolo Amico tra i nemici, nemico tra gli amici, storia in stile Ostern ambientata successivamente alla guerra civile russa.

### La notorietà
Michalkov si impone all'attenzione del grande pubblico già dal 1975 con il film Schiava d'amore, consolidando il successo ottenuto con Partitura incompiuta per pianola meccanica del 1977, lavoro con il quale vincerà fra gli altri il premio come miglior film al Festival internazionale del cinema di San Sebastián del 1977; la sceneggiatura è un adattamento dal dramma di Anton Čechov Platonov. Nel 1978 ritorna sul set come attore protagonista in Siberiade del fratello Andrej; lo stesso anno dirige anche Cinque serate, la storia d'amore di una coppia divisa a causa della seconda guerra mondiale. Nel 1979 è la volta di Alcuni giorni della vita di I. I. Oblomov, basato sull'omonimo romanzo di Ivan Aleksandrovič Gončarov.
Nei primi anni ottanta lavora ad altri due film, La parentela e Senza testimoni, continuando a recitare in alcuni film di Ėl'dar Aleksandrovič Rjazanov.

### Il successo internazionale
I lavori che più faranno considerare Nikita Michalkov come uno dei più autorevoli rappresentanti del panorama cinematografico russo saranno quelli a partire da Oci ciornie: in questo film il regista si avvale della collaborazione di Marcello Mastroianni, che con questa interpretazione vincerà il Premio come miglior attore al Festival di Cannes del 1987, e di Silvana Mangano, qui alla sua ultima apparizione sul grande schermo. Il film successivo, Urga - Territorio d'amore, ambientato in Mongolia, vale a Michalkov il Leone d'oro al miglior film alla Mostra internazionale d'arte cinematografica di Venezia del 1991.
Nel 1990, invece, dirige il misconosciuto mediometraggio L'autostop (Elegia russa) commissionatogli dalla FIAT per pubblicizzare il lancio sul mercato del modello Tempra, nel quale propone un inedito on the road sullo sfondo degli sconfinati paesaggi russi. In seguito girerà Anna: 6-18 (1993), documentario biografico sul percorso di crescita della figlia Anna dall'infanzia alla maturità.
È del 1994 quello che viene considerato come il film più famoso di Michalkov, Sole ingannatore, ambientato a metà degli anni trenta nella Russia stalinista e narrato dal punto di vista di un colonnello dell'Armata Rossa eroe della rivoluzione (interpretato dallo stesso regista). Il film ha raggiunto una certa notorietà anche per i premi vinti, tra cui spicca l'Oscar al miglior film straniero del 1995.

### Lavori successivi
Dopo il successo di critica e di pubblico ottenuto con Sole ingannatore, Michalkov realizza un nuovo film di ambientazione storica, Il barbiere di Siberia, nel quale egli stesso reciterà nella parte dello zar Alessandro III di Russia. Nel 2007 è alla regia di 12, adattamento moderno del film drammatico La parola ai giurati di Sidney Lumet. Nonostante 12 mantenga inalterato l'impianto narrativo dell'opera da cui trae spunto, esso si configura come una trasposizione in chiave moderna di alcuni elementi peculiari della odierna situazione sociale russa. Il film viene presentato in anteprima mondiale alla 64ª Mostra internazionale d'arte cinematografica di Venezia e vale a Michalkov il Leone speciale per l'insieme dell'opera, consegnatogli l'8 settembre 2007.

### Sanzioni dell'Unione europea
Ha sostenuto la guerra di aggressione russa contro l'Ucraina ed è un fervente sostenitore della politica di Vladimir Putin. Ha accusato l'Occidente di essersi coalizzato per distruggere la civiltà russa ed i suoi valori tradizionali e l'etica ortodossa. Il 16 dicembre 2022, nell'ambito delle misure repressive assunte dal Consiglio dell'Unione europea contro la Russia, viene inserito nell'elenco dei soggetti cui è vietato l'ingresso nell'Unione europea ed a cui sono congelati i beni.

### Controversie
Secondo fonti riportate da TV Rain, Mikhalkov ha denunciato nel 2023 per sostegno al terrorismo la regista teatrale e attivista anti-guerra Evgenija Berkovič e la sua collega sceneggiatrice Svetlana Petrijčuk per il dramma Finist, il chiaro falco (Finist Yasny Sokol) del 2020, scrivendo ad Aleksandr Bastrykin, capo del Comitato investigativo della Russia, dopo avergli parlato direttamente in una struttura termale; Mikhalkov lo ha negato ed ha rifiutato di comparire in tribunale, per cui ha testimoniato per l'accusa un altro denunciante, l'attore allievo di Mikhalkov Vladimir Karpuk. Questo ha causato l'arresto e la condanna a quasi sei anni di reclusione delle due artiste per "giustificazione del terrorismo" tramite lo spettacolo teatrale, accusa da loro fermamente negata. L'opera aveva precedentemente ricevuto premi ed elogi da parte dello Stato russo.

## Filmografia parziale

### Regista
Cortometraggi
- La bambina e le cose (Девочка и вещи) (1967)
- Bella bocca e occhi miei verdi (1967)
- E io torno a casa (1968)
- Una giornata tranquilla alla fine della guerra (1970)

Mediometraggio pubblicitario
- L'autostop (Elegia russa) (1990)

Film pubblicati sulla rivista di cinema Fitil
- Dolci parole (1970) - titolo non ufficiale - Fitil n° 94[1]
- Un cucchiaio di catrame (1970) - titolo non ufficiale - Fitil n° 97[1]
- L'incosciente (1970) - titolo non ufficiale - Fitil n° 98[1]
- Vittima dell'ospitalità (1972) - titolo non ufficiale - Fitil n° 125[1]
- L'oggetto della lezione (1974) - titolo non ufficiale - Fitil n° 148[1]
- Che una nuova vita cominci (1974) - titolo non ufficiale - Fitil n° 150[1]

Lungometraggi
- Amico tra i nemici, nemico tra gli amici (Svoj sredi čužich, čužoj sredi svoich) (1974)
- Schiava d'amore (1975)
- Partitura incompiuta per pianola meccanica (1977)
- Cinque serate (1978)
- Alcuni giorni della vita di I. I. Oblomov (1980)
- Rodnja (1982)
- Bez svidetelej (1983)
- Oci ciornie (1987)
- Urga - Territorio d'amore (1991)
- Anna: 6-18 (Анна: от 6 до 18) (1993)
- Sole ingannatore (Утомлённые солнцем) (1994)
- Il barbiere di Siberia (Сибирский цирюльник) (1998)
- 12 (2007)
- Il sole ingannatore 2 (Утомлённые солнцем 2) (2010)
- Sunstroke (2014)

### Attore
- Il sole brilla per tutti, regia di Konstantin Vojnov (1959)
- Nuvole sopra Borsk, regia di Vasilij Ordynskij (1960)
- Le avventure di Kros, regia di Genrich Oganisjan (1961)
- A zonzo per Mosca, regia di Georgi Danelija (1964)
- Un nido di nobili, regia di Andrej Končalovskij (1969)
- La tenda rossa, regia di Michail Kalatozov (1969)
- Amico tra i nemici, nemico tra gli amici, regia di Nikita Michalkov (1974)
- Schiava d'amore, regia di Nikita Michalkov (1975)
- Partitura incompiuta per pianola meccanica, regia di Nikita Michalkov (1977)
- Siberiade, regia di Andrej Končalovskij (1978)
- La parentela, regia di Nikita Michalkov (1982)
- Una stazione per due, regia di Ėl'dar Rjazanov (1983)
- Žestokij romans, regia di El'dar Rjazanov (1984)
- Unižennye i oskorblёnnye, regia di Andrej Andreevič Ešpaj (1991)
- Sole ingannatore, regia di Nikita Michalkov (1994)
- Il barbiere di Siberia, regia di Nikita Michalkov (1998)
- Žmurki, regia di Aleksej Oktjabrinovič Balabanov (2005)
- Persona non grata, regia di Krzysztof Zanussi (2005)
- 12, regia di Nikita Michalkov (2007)

### Produttore
- Leggenda №17, regia di Nikolaj Lebedev (2013)
- Tre secondi per la vittoria, regia di Anton Megerdičev (2017)
- Pattini d'argento (Serebrjanye kon'ki), regia di Michail Lokšin (2020)

## Doppiatori italiani
- Stefano De Sando in Sole ingannatore, Il barbiere di Siberia
- Pino Colizzi in La tenda rossa
- Adolfo Lastretti in Partitura incompiuta per pianola meccanica
- Adalberto Maria Merli in Persona non grata
- Sergio Di Stefano in 12

## Premi e riconoscimenti
- Ciak d'oro
  - 1988 - Migliore sceneggiatura per Oci ciornie[6]

### Onorificenze
- Ordine al merito della Patria di II classe (2005, Russia)
- Ordine al merito della Patria di III classe (1995, Russia)

#### Onorificenze straniere
- Commendatore della Legion d'Onore (1994, Francia)
- Ufficiale della Legion d'Onore (1992, Francia)